# Лийдс
 Тази статия е за града в Западен Йоркшър, Англия.  За замъка в Кент, Англия вижте Лийдс (замък).  
Лийдс (на английски: Leeds, на английски се произнася по-близко до Лийдз) е най-големият град в графство Западен Йоркшър с население около 443 247 души.
Той е административен и стопански център на едноименната община Лийдс и част от 4-та по големина урбанизирана територия в Обединеното кралство - метрополисът Западен Йоркшър. Градът е разположен на 63 метра надморска височина с много големи вариации в района.

## География
Разположен е на река Еър (Aire). Градът е почти съединен с намиращия се в съседство Брадфорд. Разположен на 310 км северозападно от Лондон.

## Климат
Океанският климат, повлиян от Атлантическия океан и планината Пенинс, типичен за Британския остров, предполага малки вариации в температурите целогодишно. Най-топлите месеци са юли и август със средна температура 19,9 градуса по Целзий.

## История
Лийдс е обявен за град през 1626 г. Той е сред най-ранните центрове на вълнено-текстилната промишленост, макар че бурното ѝ развитие датира от късния XVIII в. През първата половина на XIX в. е свързан чрез плавателен канал с Ливърпул (през Манчестър).
Общата индустриална криза на Великобритания през ХХ в. и особено след Втората световна война засяга и Лийдс, но той е сред малкото английски градове с радикално обновяване и преобразяване.
Днес той продължава да е индустриален, търговски, транспортен и културен център. В пешеходния център на Лийдс са запазени и обновени голям брой прекрасни викториански сгради.

## Демография
Лийдс има третото по численост еврейско население в Обединеното кралство след Лондон и Манчестър.

## Образование
Университетът на Лийдс е основан през 1904 г. и е изключително престижен.

## Транспорт
Заедно с Брадфорд градът има общо международно летище.

## Култура
В Лийдс е основана постпънк и готик групата „Систърс ъф Мърси“.

## Спорт
| Футболният му отбор „Лийдс Юнайтед“ до неотдавна е извънредно популярен дори извън Англия. Отборът е основан през 1904 г. и е бил 3 пъти шампион на Англия (1969, 1974 и 1992), 2 пъти е бил носител на купата на УЕФА (1968 и 1971), има и други международни успехи. |

## Известни личности
Родени в Лийдс
- Мелани Браун (р. 1975), певица
- Джеймс Милнър (р. 1986), футболист
- Невил Франсис Мот (1905-1996), физик
- Джеръми Паксман (р. 1950), журналист
- Чарлз Строс (р. 1964), писател
- Филип Уикстийд (1844-1927), икономист
- Кийт Уотърхаус (р. 1929), писател
- Джеймс Фрейн (р. 1968), актьор
- Дейвид Харви (р. 1948), футболист
- Кевин Хектър (р. 1944), футболист
- Пол Хънтър (р. 1978), играч на снукър
- Майкъл Чапман (р. 1941), музикант